# RoboSprint
RoboSprint - змагання трекових роботів (їх ще називають "linefollower"), запрограмованих учнями старших класів загальноосвітніх шкіл міста Івано-Франківськ та області. Юні програмісти пишуть спеціальний код, який допоможе машині-роботу самостійно подолати трасу за найменшу кількість часу Robosprint.

## Мета створення проекту "RoboSprint"
«RoboSprint – це насамперед профорієнтаційний захід, який знайомить школярів зі спеціальністю «Інженерія програмного забезпечення». Звісно, в доволі спрощеному форматі, але школярі розуміють, як виглядатиме їхня професія. А для студентів-організаторів RoboSprint – це хороша нагода закріпити свої знання та розвинути Soft skills», – розповідає професор кафедри інформаційних технологій та програмної інженерії Степан Мельничук.
«Такі заходи дозволяють застосовувати теоретичні знання на практиці. А це – головне мірило компетентності майбутнього фахівця. Молоді, яка легко може використовувати свої знання в роботі, легше реалізуватись в житті. Такі змагання дуже потрібні школярам. Це мотивація досягати нових вершин», – наголосив тренер команд FKEP Spirit і Silver Wings MCNT Олександр Аронець.

## Унікальність RoboSprint[2]
- для програмування робота не потрібні спеціалізовані знання з робототехніки. Програмне забезпечення розроблено так, що достатньо знати основи інформатики та вміти користуватися змінними, галуженнями і циклами.
- комплект модель робота, акумулятори, зарядний пристрій, фрагмент траси, програмне забезпечення та підготовка вчителів інформатики загальноосвітніх закладів здійснюється безкоштовно;
- зведено до мінімуму суб’єктивність оцінювання алгоритмічних рішень команди, що програмує робота;
- Разом з цим, особливістю проекту RoboSprint є те, що модель робота відразу готова до програмування, тобто не потребує додаткових доопрацювань, що стимулює зацікавленість дітей шкільного віку до освоєння інформаційних технологій.

## Організатори проєкту
Розробники і організатори проекту: доктор технічних наук Степан Мельничук; кандидат технічних наук Олег Пашкевич; кандидат технічних наук Сергій Ващишак; кандидат технічних наук Ірина Мануляк ;  спеціаліст вищої категорії, учитель-методист  Олена Мішагіна; асистент Василь Боднарук; асистент Тарас Стисло.

## Оснащення команд[3]
Розроблений, в межах проекту RoboSprint, робот, типу line follower, представляє собою модель автомобіля оснащеного мікроконтролером Arduino, сенсором лінії, сенсором старт/стоп, сервоприводом, що задає кут повороту передніх коліс, а також системою керування потужністю тягових коліс.

## Переможці змагань

### 2019р.[4]
Перемога дісталася команді Калуського ліцею №10 (керівник Лужний Тарас Богданович). З різницею у 18 сотих секунди друге місце виборола команда "Лангуст" Долинської районної станції юних техніків (керівник Костів Ярослав Васильович). Через непередбачуваний з’їзд автівки з траси в останньому заїзді команда "Ідея" загальноосвітньої школи №3 м. Івано-Франківська посіла третє місце (керівник Тимчишин Максим Арсенович). У четвірку півфіналу увійшла також команда "RoboX" НВК "Загальноосвітня школа-ліцей №23" м. Івано-Франківська (Мельничук Галина Степанівна та Мазуренко Олесь Вікторович).

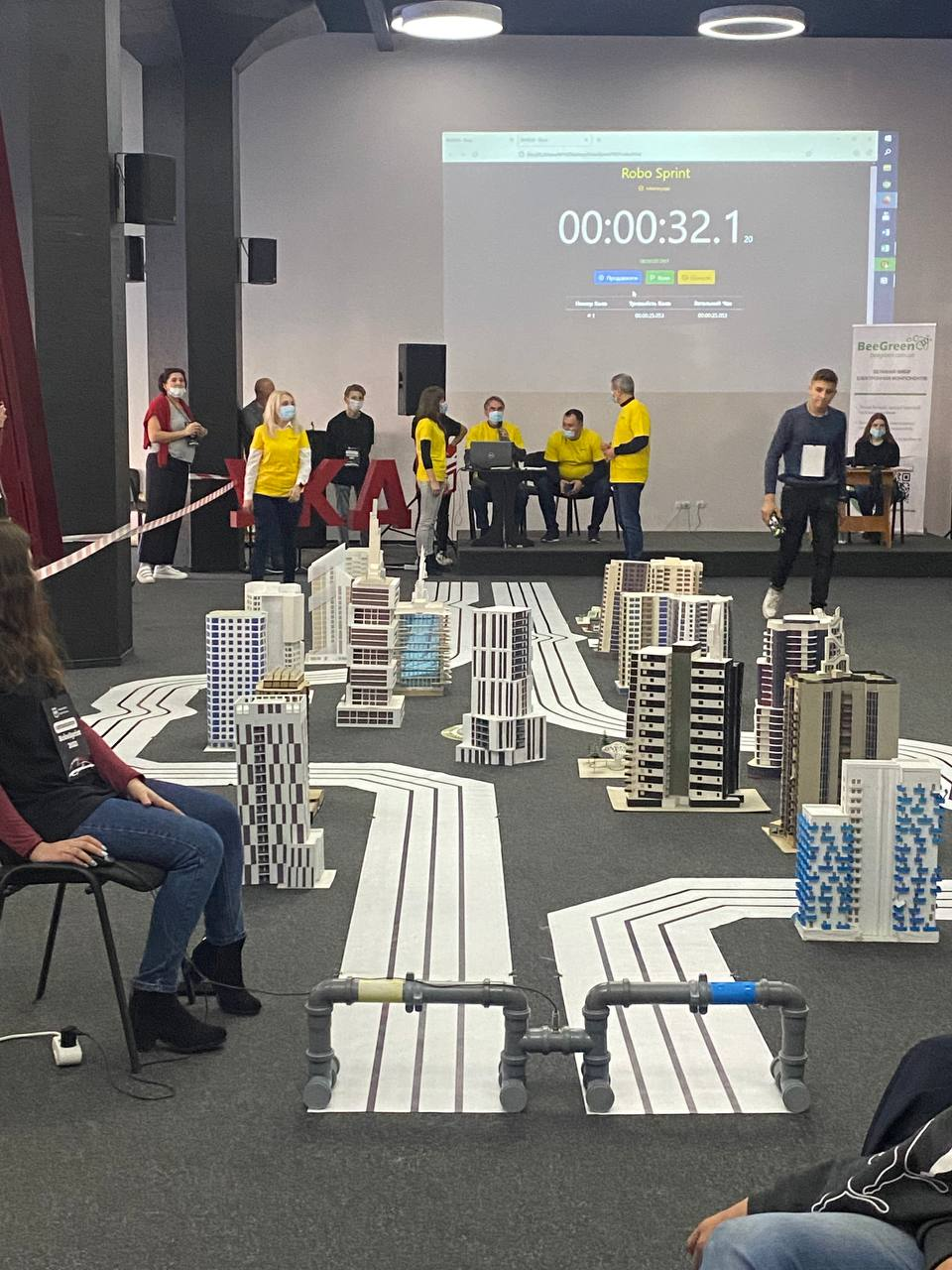
Актовий зал УКД

### 2021р.[1]
Переможцями змагань стала команда Turbo в складі Лисакова Олександра та Шелемея Святослава.
Друге місце посіли учасники команди FKEP Spirit Коваль Максим і Черниш Христина.
Третє місце дісталось команді Silver Wings MCNT, яку формують Тумир Юрій і Дмитрів Михайло.

## Призи[2]
Переможці змагання отримують грошову премію, сертифікати зі знижками на навчання (100%, 50% 30%) та багато цінних подарунків від партнерів.

## Місце проведення[5]
Змагання відбуваються в актовому залі приватного Університету Короля Данила, який знаходиться за адресою вулиця Євгена Коновальця, 35, Івано-Франківськ, Івано-Франківська область.

## Спонсорська та інформаційна підтримка
Змагання "RoboSprint" було реалізоване за інформаційної та спонсорської підтримки Університету ім. Короля Данила Галицького, ІППО та ІТ-фірм: Faria Education Group, BeeGreen та ІТ-кластер м. Івано-Франківська. 